# فرودگاه موکا
فرودگاه موکا (به انگلیسی: Mukah Airport) (به زبان بومی: Lapangan Terbang Mukah) یک فرودگاه همگانی با کد یاتا MKM است که یک باند فرود آسفالت دارد و طول باند آن ۱۰۹۷ متر است. این فرودگاه در کشور مالزی قرار دارد و در ارتفاع ۰ متری از سطح دریا واقع شده‌است.

## شرکت‌های هواپیمایی و مقصدهای پروازی
| شرکت‌های هواپیمایی                 | مقصدهای پروازی                             |
| --------------------------------- | ------------------------------------------ |
| مالزی ایرلاینز اجرا توسط MASwings | بینتولو، کوچینگ، میری، سیبو، تانجونگ مانیس |